# Kankelau
Kankelau is een plaats in de Duitse deelstaat Sleeswijk-Holstein, en maakt deel uit van de Kreis Hertogdom Lauenburg.
Kankelau telt 222 inwoners.
Albsfelde ·
Alt Mölln ·
Aumühle ·
Bäk ·
Bälau ·
Basedow ·
Basthorst ·
Behlendorf ·
Berkenthin ·
Besenthal ·
Bliestorf ·
Börnsen ·
Borstorf ·
Breitenfelde ·
Bröthen ·
Brunsmark ·
Brunstorf ·
Büchen ·
Buchholz ·
Buchhorst ·
Dahmker ·
Dalldorf ·
Dassendorf ·
Düchelsdorf ·
Duvensee ·
Einhaus ·
Elmenhorst ·
Escheburg ·
Fitzen ·
Fredeburg ·
Fuhlenhagen ·
Geesthacht ·
Giesensdorf ·
Göldenitz ·
Göttin ·
Grabau ·
Grambek ·
Grinau ·
Groß Boden ·
Groß Disnack ·
Groß Grönau ·
Groß Pampau ·
Groß Sarau ·
Groß Schenkenberg ·
Grove ·
Gudow ·
Gülzow ·
Güster ·
Hamfelde ·
Hamwarde ·
Harmsdorf ·
Havekost ·
Hohenhorn ·
Hollenbek ·
Hornbek ·
Horst ·
Juliusburg ·
Kankelau ·
Kasseburg ·
Kastorf ·
Kittlitz ·
Klein Pampau ·
Klein Zecher ·
Klempau ·
Klinkrade ·
Koberg ·
Kollow ·
Köthel ·
Kröppelshagen-Fahrendorf ·
Krukow ·
Krummesse ·
Krüzen ·
Kuddewörde ·
Kühsen ·
Kulpin ·
Labenz ·
Langenlehsten ·
Lankau ·
Lanze ·
Lauenburg/Elbe ·
Lehmrade ·
Linau ·
Lüchow ·
Lütau ·
Mechow ·
Möhnsen ·
Mölln ·
Mühlenrade ·
Müssen ·
Mustin ·
Niendorf/ Stecknitz ·
Niendorf bei Berkenthin ·
Nusse ·
Panten ·
Pogeez ·
Poggensee ·
Ratzeburg ·
Ritzerau ·
Römnitz ·
Rondeshagen ·
Roseburg ·
Sahms ·
Salem ·
Sandesneben ·
Schiphorst ·
Schmilau ·
Schnakenbek ·
Schönberg ·
Schretstaken ·
Schulendorf ·
Schürensöhlen ·
Schwarzenbek ·
Seedorf ·
Siebenbäumen ·
Siebeneichen ·
Sierksrade ·
Sirksfelde ·
Steinhorst ·
Sterley ·
Stubben ·
Talkau ·
Tramm ·
Walksfelde ·
Wangelau ·
Wentorf (Amt Sandesneben) ·
Wentorf bei Hamburg ·
Wiershop ·
Witzeeze ·
Wohltorf ·
Woltersdorf ·
Worth ·
Ziethen
Gemeentevrij gebied: Sachsenwald